# Mortier belge 21 cm modèle 1894

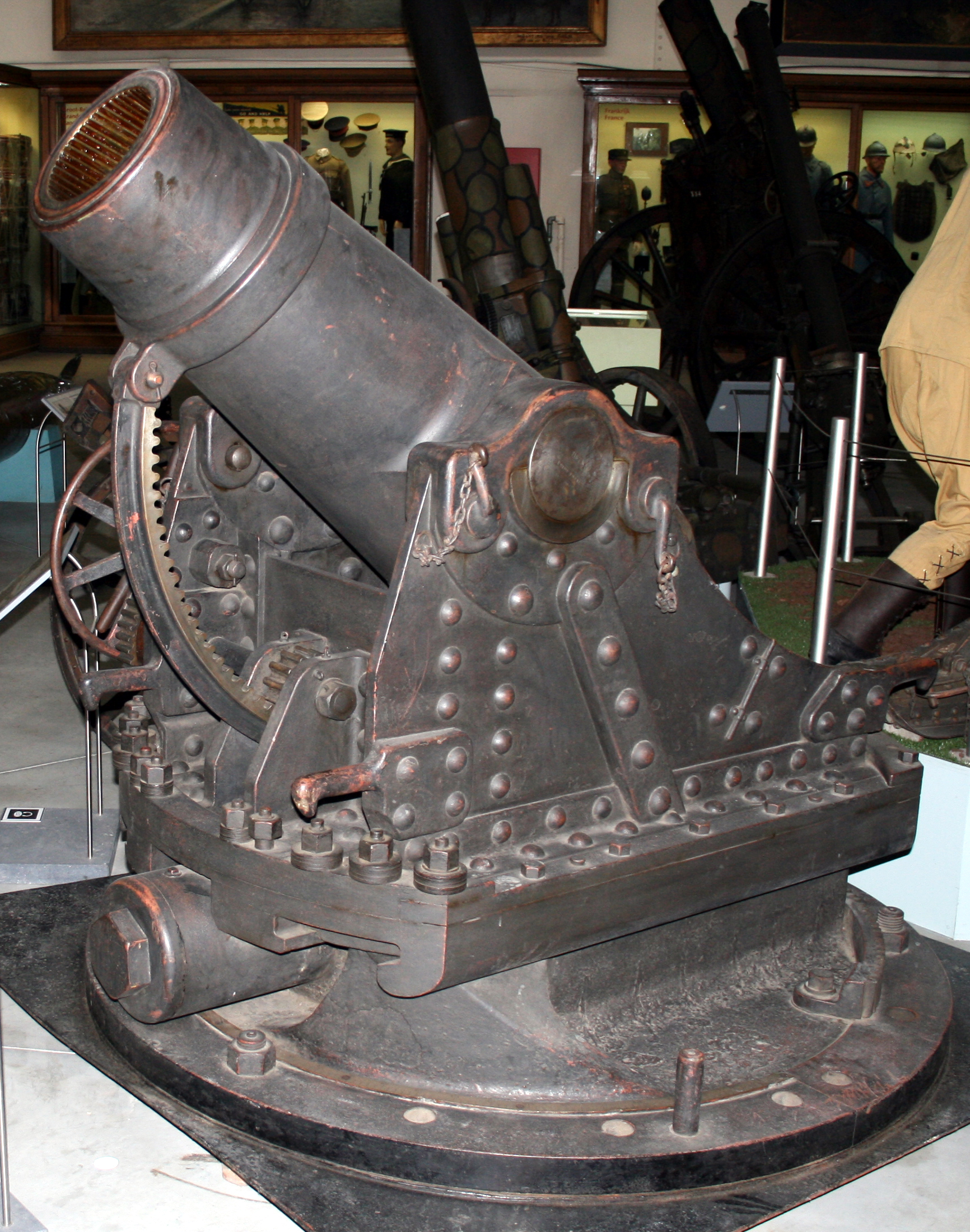

Le mortier belge 21 cm Mle 1894 est une arme de siège, conçu d'après un mortier à canon rayé de 1880, avec un calibre de 10 cm. De cette bouche à feu dériveront les pièces de calibre 15 cm, 21 cm et 24 cm. Ces mortiers sont relativement identiques d'apparence.
La pièce se charge par la culasse et est dépourvue de récupérateur. Les troupes de forteresse belges s'exerçaient avec ce mortier de 21 cm.

## Technique

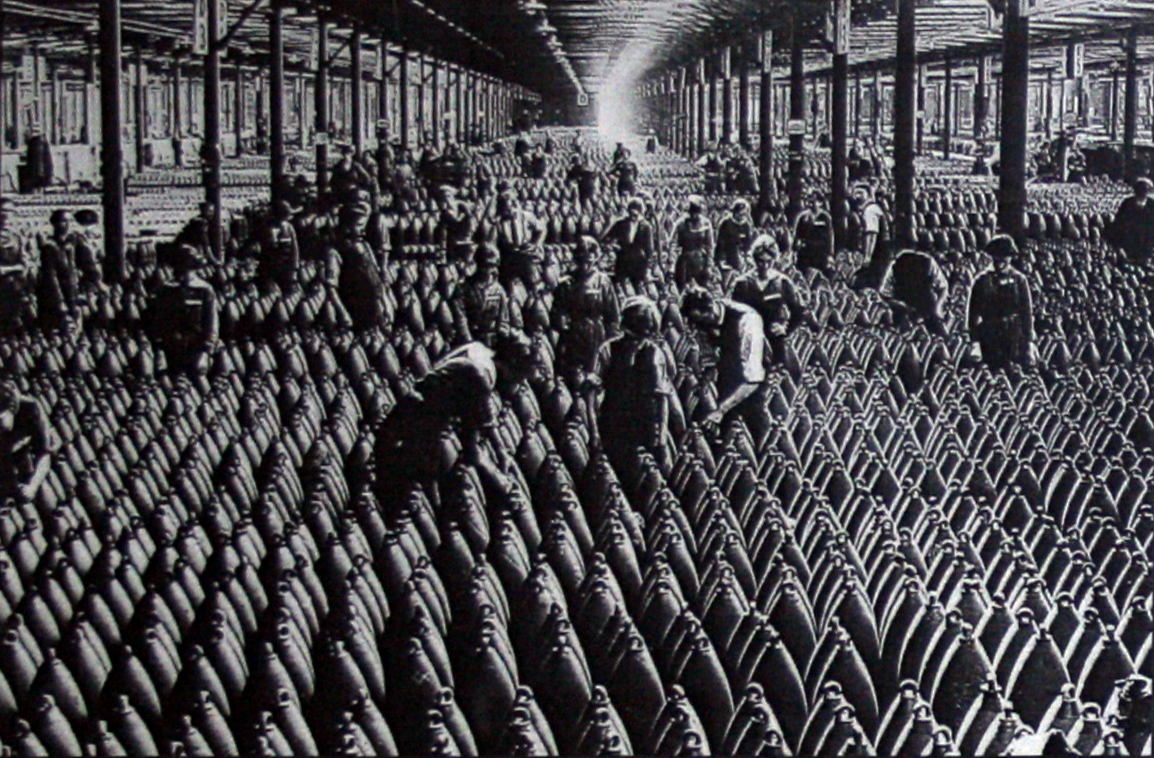
Hall de stockage d'obus dans une usine d'armement belge

| Calibre | Pointage en élévation | Pointage en direction |
| ------- | --------------------- | --------------------- |
| 210 mm  | +15° +60°             | 120°                  |

## Munitions
Munitions utilisées : l'obus à poudre noire de 21 cm rempli d'une charge explosive de poudre à canon et, après 1885, l'obus explosif, dix fois plus puissant.

## Source
- Musée Royal de l'Armée et de l'Histoire Militaire, Bruxelles